# Igor Lukšić
Igor Lukšić (montenegrinska: Игор Лукшић), född 14 juni 1976 i Bar, Montenegro (dåvarande Jugoslavien), är en montenegrinsk politiker. Han var Montenegros premiärminister 2010-2012 och är Montenegros utrikesminister 2012-.
Lukšić var före sin tid som premiärminister Montenegros finansminister från 2004 till 2010.
Lukšić är den yngsta premiärministern i världen och står inför en dubbel utmaning: att modernisera samhället och genomföra reformer, samtidigt som den politiska stabiliteten i landet måste stärkas och med respekt för traditioner som fastställts av tidigare regeringar behållas.